# 심상준
심상준 (沈相俊, 1917년 ~ 1991년, 함경남도 삼수군)은 대한민국의 기업인으로 성락원(城樂園)의 제5대 장주이다.

## 가계
- 5대조 : 심상응 (沈相應) - 고종 때 승정원 주서
  -     -       -         - 아버지 : 심성택 (沈成澤)
        - 어머니 : 황자근
          - 본인 : 심상준 (沈相俊) - 성락원(城樂園)의 제5대 장주, 전국경제인연합회 부회장 
            - 아들 : 심철 (沈哲) - 성락원(城樂園)의 제6대 장주
            - 며느리 : 정미숙 (鄭美淑) - 성락원(城樂園)의 제6대 장주, 한국가구박물관 관장

          - 사돈 : 정일형 (鄭一亨) - 외무부 장관, 8선 국회의원
          - 사돈 : 이태영 (李兌榮) - 대한민국 최초의 여성 변호사

## 학력
- 함흥고등학교 졸업
- 1941년 일본 메이지 대학 상학부 학사

## 생애
- 1947년 3월 대원기업주식회사(大遠企業株式會社) 사장
- 1950년 4월 성락원(城樂園)을 매입하여 제5대 장주가 됨[1][2]
- 1950년 8월 제동산업주식회사(濟東産業株式會社) 사장
- 1952년 5월 한국무역협회 이사
- 1964년 1월 한국수출산업공단 이사
- 1972년 5월 한국수산개발공사(韓國水産開發公社)를 인수하여 대표이사가 됨
- 1972년 5월 ~ 1981년 2월 한국수산개발공사 대표이사
- 1981년 2월 ~ 1986년 8월 퓨리나코리아 회장
- 대한상공회의소 특별위원
- 농림부 수산심의위원회 위원
- 대서양어업주식회사 사장
- 전국경제인연합회 부회장
- 국제원양어업주식회사 회장
- 사단법인 한미친선회 위원
- 한국무역협회 상임이사
- 한미경제협의회 부회장
- 재단법인 찬경장학회 이사장
- 한국경영자총협회 이사
- 대한상공회의소 상임위원

## 업적
- 지남호(指南號)로 참치를 잡은 우리나라 원양어업의 개척자였으며, 식품산업개발에 선구자적인 역할을 하였다.
- 성락원(城樂園)을 손수 매입하여 보존함

## 상훈
- 1963년 식산포장(殖産褒章)
- 1965년 국무총리 표창
- 1965년 동탑 산업훈장
- 1967년 ~ 1971년 대통령 표창 4회

## 같이 보기
- 성락원
- 정일형
- 이태영
- 지남호